# Distretto di Cheto
Il distretto di Cheto è un distretto del Perù nella provincia di Chachapoyas (regione di Amazonas) con 582 abitanti al censimento 2007 dei quali 378 urbani e 204 rurali.
È stato istituito il 9 gennaio 1953.